# Orasema vasquezi
Orasema vasquezi (лат.) — вид паразитических наездников рода Orasema из семейства Eucharitidae. Паразитоиды личинок и куколок муравьев. Назван в честь колумбийского энтомолога Aymer Andrés Vásquez-Ordóñez (Колумбия), исследователя Eucharitidae фауны Колумбии.

## Распространение
Встречаются в Неотропике: Колумбия.

## Описание
Мелкие хальцидоидные наездники, длина 5,75 мм. От близких видов отличается следующими признаками: лоб вертикально ребристый, верхняя губа 12-пальцевая, а базальная область крыла с редуцированной щетинистостью; бёдра и губно-нижнечелюстной комплекс коричневые, брюшко тёмно-коричневое с радужной окраской, а петиоль немного длиннее (в 1,2 раза) по сравнению с задним тазиком. Предположительно как и другие близкие виды паразитоиды личинок и куколок муравьев 
Вид был впервые описан в 2020 году американскими гименоптерологами Джоном Хэрати и Остином Бейкером (Department of Entomology, University of California, Riverside, США).